# Justin Jackson (basket-ball, 1995)
Ne doit pas être confondu avec Justin Jackson, basketteur canadien.
Pour les articles homonymes, voir Justin Jackson.
Justin Aaron Jackson, né le 28 mars 1995 à Houston dans le Texas, est un joueur américain de basket-ball évoluant au poste d'ailier.

## Biographie

### Carrière universitaire
Avec les Tar Heels de la Caroline du Nord, il remporte la March Madness 2017 face aux Bulldogs de Gonzaga.
Le 13 avril 2017, il se présente à la draft 2017 de la NBA.

### Carrière professionnelle

#### Kings de Sacramento (2017-fév. 2019)
Le 22 juin 2017, Jackson est sélectionné à la 15e position de la draft 2017 de la NBA par les Trail Blazers de Portland et est transféré aux Kings de Sacramento le soir-même ; Portland envoie Jackson et le 20e choix Harry Giles aux Kings en échange du 10e choix Zach Collins.
Le 26 octobre 2018, les Kings activent leur option d'équipe sur le contrat de Jackson, le conservant jusqu'à la fin de la saison NBA 2018-2019.
En manque de temps de jeu avec les Kings, il est envoyé plusieurs fois chez les Bighorns de Reno, l'équipe de G League affiliée aux Kings.

#### Mavericks de Dallas (fév. 2019-2020)
Le 6 février 2019, il est envoyé aux Mavericks de Dallas en compagnie de Zach Randolph en échange de Harrison Barnes.

#### Thunder d'Oklahoma City (2020 - avril 2021)
Le 21 novembre 2020, il est transféré au Thunder d'Oklahoma City dans le cadre d'un échange à trois équipes. Le 5 avril 2021, il est coupé.

#### Bucks de Milwaukee (2021)
En avril 2021, Jackson signe un contrat two-way avec les Bucks de Milwaukee.

#### Celtics de Boston (2021)
En décembre 2021, il signe un contrat de 10 jours en faveur des Celtics de Boston.

#### Suns de Phoenix (2021-2022)
Fin décembre 2021, il signe pour 10 jours en faveur des Suns de Phoenix.

#### Celtics de Boston (2022-février 2023)
En octobre 2022, il se ré-engage avec les Celtics de Boston.
En février 2023, il est de retour au Thunder d'Oklahoma City dans un échange qui voit Mike Muscala partir dans le sens inverse,. Il est licencié dans la foulée.

## Palmarès
- Champion NBA en 2021 avec les Bucks de Milwaukee
- Champion de la Conférence Est de la NBA en 2021
- Champion NCAA (2017)
- Consensus first-team All-American (2017)
- ACC Player of the Year (2017)
- First-team All-ACC (2017)
- ACC All-Freshman team (2015)
- McDonald's All-American (2014)
- McDonald's All-American Game co-MVP (2014)
- Parade All-American (2014)

## Statistiques

### Universitaires
| Saison    | Équipe           | Matchs | Titul. | Min./m | % Tir | % 3pts | % LF | Rbds/m. | Pass/m. | Int/m. | Ctr/m. | Pts/m. |
| --------- | ---------------- | ------ | ------ | ------ | ----- | ------ | ---- | ------- | ------- | ------ | ------ | ------ |
| 2014-2015 | Caroline du Nord | 38     | 37     | 26,7   | 47,7  | 30,4   | 71,0 | 3,66    | 2,32    | 0,53   | 0,50   | 10,74  |
| 2015-2016 | Caroline du Nord | 40     | 38     | 28,4   | 46,6  | 29,2   | 66,7 | 3,90    | 2,77    | 0,62   | 0,42   | 12,18  |
| 2016-2017 | Caroline du Nord | 40     | 39     | 32,0   | 44,3  | 37,0   | 74,8 | 4,65    | 2,83    | 0,78   | 0,23   | 18,27  |
| Carrière  | Carrière         | 118    | 114    | 29,1   | 45,9  | 33,9   | 71,3 | 4,08    | 2,64    | 0,64   | 0,38   | 13,78  |

### Professionnelles

#### Saison régulière NBA
| Saison    | Équipe        | Matchs | Titul. | Min./m | % Tir | % 3pts | % LF  | Rbds/m. | Pass/m. | Int/m. | Ctr/m. | Pts/m. |
| --------- | ------------- | ------ | ------ | ------ | ----- | ------ | ----- | ------- | ------- | ------ | ------ | ------ |
| 2017-2018 | Sacramento    | 68     | 41     | 22,2   | 44,2  | 30,8   | 72,2  | 2,75    | 1,09    | 0,41   | 0,19   | 6,66   |
| 2018-2019 | Sacramento    | 52     | 3      | 20,8   | 42,4  | 34,6   | 82,0  | 2,81    | 1,31    | 0,44   | 0,25   | 6,65   |
| 2018-2019 | Dallas        | 29     | 11     | 18,3   | 48,4  | 37,2   | 72,4  | 2,28    | 0,97    | 0,31   | 0,03   | 8,17   |
| 2019-2020 | Dallas        | 65     | 3      | 16,1   | 39,6  | 29,4   | 84,0  | 2,37    | 0,80    | 0,23   | 0,15   | 5,54   |
| 2020-2021 | Oklahoma City | 33     | 3      | 16,5   | 40,6  | 30,6   | 85,7  | 2,15    | 1,55    | 0,45   | 0,06   | 7,15   |
| 2020-2021 | Milwaukee     | 1      | 0      | 32,6   | 33,3  | 33,3   | 50,0  | 6,00    | 1,00    | 0,00   | 0,00   | 9,00   |
| 2021-2022 | Phoenix       | 6      | 0      | 5,8    | 35,7  | 33,3   | 0,0   | 1,17    | 0,33    | 0,00   | 0,00   | 2,17   |
| 2021-2022 | Boston        | 1      | 0      | 2,0    | 0,0   | 0,0    | 100,0 | 0,00    | 0,00    | 0,00   | 0,00   | 2,00   |
| 2022-2023 | Boston        | 23     | 0      | 4,7    | 25,9  | 25,0   | 50,0  | 0,74    | 0,39    | 0,17   | 0,17   | 0,87   |
| Carrière  | Carrière      | 278    | 61     | 17,6   | 42,3  | 31,9   | 79,6  | 2,35    | 1,03    | 0,34   | 0,15   | 6,03   |

Mise à jour le 4 juin 2023

#### Playoffs NBA
| Saison   | Équipe    | Matchs | Titul. | Min./m | % Tir | % 3pts | % LF | Rbds/m. | Pass/m. | Int/m. | Ctr/m. | Pts/m. |
| -------- | --------- | ------ | ------ | ------ | ----- | ------ | ---- | ------- | ------- | ------ | ------ | ------ |
| 2020     | Dallas    | 3      | 0      | 5,3    | 16,7  | 0,0    | 50,0 | 1,00    | 0,00    | 0,00   | 0,00   | 1,33   |
| 2021     | Milwaukee | 5      | 0      | 3,0    | 60,0  | 0,0    | 0,0  | 0,40    | 0,20    | 0,20   | 0,00   | 1,20   |
| Carrière | Carrière  | 8      | 0      | 3,8    | 36,4  | 0,0    | 50,0 | 0,62    | 0,12    | 0,12   | 0,00   | 1,25   |

Mise à jour le 4 octobre 2021

#### Saison régulière G-League
| Saison    | Équipe   | Matchs | Titul. | Min./m | % Tir | % 3pts | % LF  | Rbds/m. | Pass/m. | Int/m. | Ctr/m. | Pts/m. |
| --------- | -------- | ------ | ------ | ------ | ----- | ------ | ----- | ------- | ------- | ------ | ------ | ------ |
| 2017-2018 | Reno     | 6      | 6      | 34,1   | 42,6  | 35,7   | 100,0 | 6,17    | 2,17    | 1,33   | 0,17   | 17,83  |
| 2021-2022 | Texas    | 28     | 28     | 36,3   | 41,3  | 36,3   | 88,3  | 6,68    | 3,36    | 1,11   | 0,36   | 22,18  |
| 2022-2023 | Texas    | 14     | 14     | 36,1   | 44,2  | 42,2   | 62,1  | 6,43    | 3,00    | 0,93   | 0,57   | 21,07  |
| Carrière  | Carrière | 48     | 48     | 35,8   | 42,6  | 38,4   | 83,0  | 6,51    | 3,22    | 1,15   | 0,42   | 20,87  |

## Records sur une rencontre en NBA
Les records personnels de Justin Jackson en NBA sont les suivants, :
| Type de statistique        | Saison régulière | Saison régulière            | Saison régulière | Playoffs | Playoffs                  | Playoffs     |
| Type de statistique        | Record           | Adversaire                  | Date             | Record   | Adversaire                | Date         |
| -------------------------- | ---------------- | --------------------------- | ---------------- | -------- | ------------------------- | ------------ |
| Points                     | 28               | Warriors de Golden State    | 5 janvier 2019   | 3        | @ Clippers de Los Angeles | 25 août 2020 |
| Paniers marqués            | 10               | Warriors de Golden State    | 5 janvier 2019   | 1        | @ Clippers de Los Angeles | 25 août 2020 |
| Paniers tentés             | 16               | @ Kings de Sacramento       | 21 mars 2019     | 3        | @ Clippers de Los Angeles | 25 août 2020 |
| Paniers à 3 points réussis | 5                | 2 fois                      | 2 fois           | -        | -                         | -            |
| Paniers à 3 points tentés  | 8                | @ Trail Blazers de Portland | 20 mars 2019     | 2        | @ Clippers de Los Angeles | 25 août 2020 |
| Lancers francs réussis     | 7                | 76ers de Philadelphie       | 1er avril 2019   | 1        | 2 fois                    | 2 fois       |
| Lancers francs tentés      | 8                | 76ers de Philadelphie       | 1er avril 2019   | 2        | 2 fois                    | 2 fois       |
| Rebonds offensifs          | 2                | 23 fois                     | 23 fois          | -        | -                         | -            |
| Rebonds défensifs          | 9                | Grizzlies de Memphis        | 24 octobre 2018  | 2        | @ Clippers de Los Angeles | 25 août 2020 |
| Rebonds totaux             | 11               | Grizzlies de Memphis        | 24 octobre 2018  | 2        | @ Clippers de Los Angeles | 25 août 2020 |
| Passes décisives           | 5                | 3 fois                      | 3 fois           | -        | -                         | -            |
| Interceptions              | 4                | 2 fois                      | 2 fois           | -        | -                         | -            |
| Contres                    | 2                | 4 fois                      | 4 fois           | -        | -                         | -            |
| Balles perdues             | 3                | Nets de Brooklyn            | 1er mars 2018    | -        | -                         | -            |
| Minutes jouées             | 42               | @ Suns de Phoenix           | 3 avril 2018     | 9        | @ Clippers de Los Angeles | 25 août 2020 |

- Double-double : 0
- Triple-double : 0

Dernière mise à jour : 18 novembre 2020